# Lespinet
Lespinet est un quartier de Toulouse dépendant du quartier INSEE de Rangueil. Il est peu peuplé et comprend principalement (notamment dans le Complexe Spatial de Lespinet) des établissements scientifiques et universitaires comme le LAAS du CNRS qui y est implanté depuis 1967, ou encore l'ENAC et le CNES.

## Situation géographique
Il est délimité à l'ouest par le canal du Midi qui le sépare des quartiers de Rangueil proprement dit. Au nord et à l'est, c'est la rocade ouest et la rue André Villet qui marque la limite avec Montaudran. Au sud, l'avenue Pierre-Georges-Latécoère le sépare du Parc technologique du Canal. Cette dernière étant une voie rapide, il en résulte que le quartier est assez enclavé. La réalisation d'Aerospace Campus devrait, en prolongeant l'avenue Édouard-Belin vers Montaudran, y remédier quelque peu.

## Toponymie

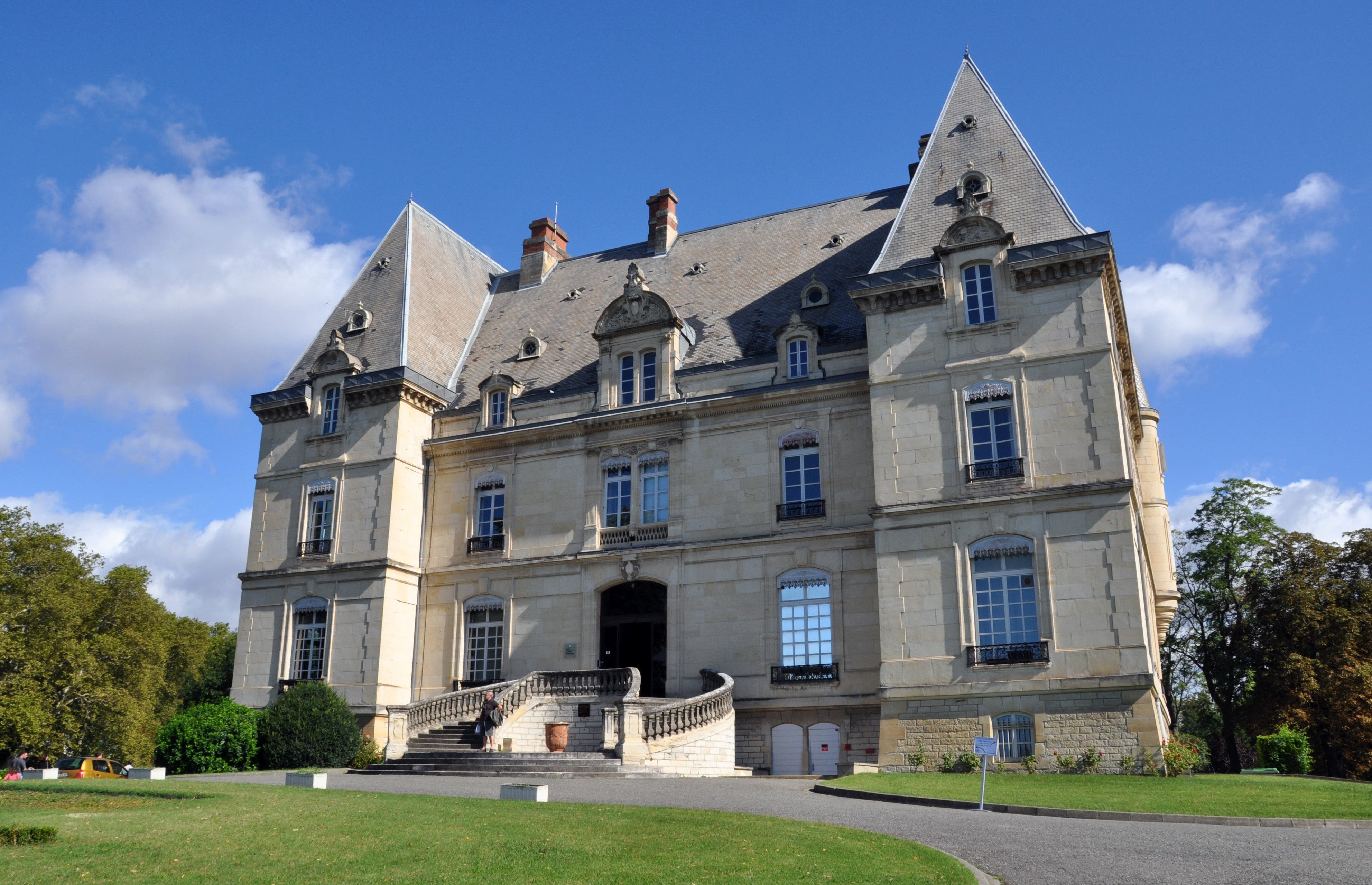
Manoir Luongo (aussi appelé château de Lespinet) lors des journées du Patrimoine 2013

Le nom du quartier vient du Manoir Luongo (aussi appelé château de Lespinet), actuellement propriété du CREPS de Toulouse.

## Histoire

### Les Templiers et les Hospitaliers
Lespinet fut une grange des Templiers qui dépendait de la commanderie de Toulouse. Après avoir été dévolue aux Hospitaliers de l'ordre de Saint-Jean de Jérusalem au début du XIVe siècle, elle perdura comme membre de leur commanderie,.

## Lieux et monuments
- Château de Lespinet
- Airbus Defence and Space

## Aménagement urbain
Une résidence universitaire y est construite en 2010, une agence nationale pour la formation professionnelle des adultes y est également implantée, 
S'y trouvent également le stade Struxiano.

## Voies de communications et transports
Périphérique de Toulouse, Autoroute A61, échangeur du Palays, route européenne 80, 

### Transports en commun
- 2768.

## Personnalités
- Fabien Barthez formé au Centre de formation de football, au CREPS de Lespinet, (Centre de ressources, d'expertise et de performance sportives).